# آندرس گارونه
آندرس گارونه (انگلیسی: Andrés Garrone؛ زادهٔ ۱۳ مه ۱۹۷۶) بازیکن فوتبال اهل آرژانتین است.
از باشگاه‌هایی که در آن بازی کرده‌است می‌توان به باشگاه فوتبال کوزنتسا کالچو، باشگاه فوتبال ال پورونیر، باشگاه فوتبال روساریو سنترال، و ماترا کالچو اشاره کرد.